# Niklas Tauer
Niklas Tauer (* 17. Februar 2001 in Mainz) ist ein deutscher Fußballspieler. Der defensive Mittelfeldspieler steht beim 1. FSV Mainz 05 unter Vertrag und ist Nachwuchsnationalspieler.

## Karriere

### Verein
Tauer begann mit dem Fußballspielen beim SV Weisenau und schloss sich 2012 dem Nachwuchsleistungszentrum des 1. FSV Mainz 05 an. Schon als Kind war er Fan und hatte die Spiele der 05er als Zuschauer im Stadion verfolgt; auch sein Vater hatte in der Jugend für Mainz 05 gespielt.
Er durchlief alle Jugendmannschaften und unterschrieb schließlich im September 2019 einen bis 2023 laufenden Profivertrag. Die Saison 2019/20, seine letzte Spielzeit bei den Junioren, verbrachte er allerdings bei den A-Junioren (U19) in der A-Junioren-Bundesliga.
Zur Saison 2020/21 rückte der 19-Jährige in den Profikader auf. Im September 2020 kam er in der ersten Runde des DFB-Pokals und danach am ersten Spieltag der Bundesliga zu seinen ersten Pflichtspieleinsätzen für Mainz 05. Parallel sammelt Tauer Spielpraxis in der zweiten Mannschaft in der viertklassigen Regionalliga Südwest. In der Sommerpause 2022 verlängerte der Defensivspieler seine Vertragslaufzeit bis 2025.
Nach nur drei Ligaeinsätzen in der Saison 2022/23 wurde er zum 1. Januar 2023 für eineinhalb Jahre an den FC Schalke 04 verliehen, um mehr Spielpraxis zu erlangen. Dort kam er auf vier Einsätze in der zweiten Mannschaft, die in der Regionalliga West spielte, und im Profikader lediglich einen Einsatz in der Zweitliga-Saison 2023/24. Im Januar 2024 wurde die Leihe daher vorzeitig beendet, Tauer wurde stattdessem bis Saisonende an den Zweitligisten Eintracht Braunschweig ausgeliehen. Dort absolvierte er bis zum Ende der Saison 2023/24 16 von 17 möglichen Ligaspielen.

### Nationalmannschaft
Er ist seit der U18 deutscher Juniorennationalspieler und kam zuletzt im März 2022 für die U20-Nationalmannschaft zum Einsatz.